# Osvaldo Lara
Osvaldo Lara (La Habana, Cuba, 13 de julio de 1955-2 de enero de 2024) fue un atleta cubana especialista en la carrera de velocidad.

## Estadísticas
| Año  | Competición                                  | Sede                            | Posición | Evento           | Resultado |
| ---- | -------------------------------------------- | ------------------------------- | -------- | ---------------- | --------- |
| 1977 | Central American and Caribbean Championships | Xalapa, México                  | 3.º      | 100 m            | 10.63     |
| 1977 | Central American and Caribbean Championships | Xalapa, México                  | 2.º      | 200 m            | 21.13     |
| 1977 | Central American and Caribbean Championships | Xalapa, México                  | 1.º      | Relevo 4 × 100 m | 39.86     |
| 1977 | World Cup                                    | Düsseldorf, Alemania Occidental | 3.º      | Relevo 4 × 100 m | 38.56     |
| 1978 | Central American and Caribbean Games         | Medellín, Colombia              | 2.º      | 100 m            | 10.11     |
| 1979 | Pan American Games                           | San Juan, Puerto Rico           | 6.º      | 100 m            | 10.47     |
| 1979 | Pan American Games                           | San Juan, Puerto Rico           | 2.º      | Relevo 4 × 100 m | 39.14     |
| 1979 | World Cup                                    | Montreal, Canadá                | 1.º      | Relevo 4 × 100 m | 38.70     |
| 1980 | Olympic Games                                | Moscú, Unión Soviética          | 8.º      | 200 m            | 21.19     |
| 1982 | Central American and Caribbean Games         | La Habana, Cuba                 | 2.º      | 100 m            | 10.26     |
| 1982 | Central American and Caribbean Games         | La Habana, Cuba                 | 2.º      | 200 m            | 20.94     |
| 1983 | Pan American Games                           | Caracas, Venezuela              | 4.º      | 100 m            | 10.21     |
| 1983 | Pan American Games                           | Caracas, Venezuela              | 2.º      | Relevo 4 × 100 m | 38.55     |
| 1984 | Friendship Games                             | Moscú, Unión Soviética          | 1.º      | 100 m            | 10.17     |
| 1984 | Friendship Games                             | Moscú, Unión Soviética          | 2.º      | Relevo 4 × 100 m | 38.79     |
| 1985 | Central American and Caribbean Championships | Nasáu, Bahamas                  | 2.º      | 100 m            | 10.30     |
| 1986 | Ibero-American Championships                 | La Habana, Cuba                 | 2.º      | Relevo 4 × 100 m | 39.46     |